# Yuri Popoff
Iuri Menezes Popoff (Espinosa, 18 de julho de 1951), mais conhecido como Yuri Popoff, é um contrabaixista e compositor brasileiro.

## Carreira musical
Yuri Popoff começou sua carreira profissional em 1975, integrando a Orquestra Sinfônica de Campinas. Em 1979, passou a tocar na Orquestra Sinfônica de Minas Gerais.
Como contrabaixista, Popoff participou das turnês e gravações de Beto Guedes, Clara Sandroni, Flávio Venturini, João Donato, Leila Pinheiro, Maria Bethânia, Mauro Senise, Nana Caymmi, Selma Reis e Wagner Tiso. Desde 1995, Yuri Popoff integra a Orquestra Fantasma, que acompanha o guitarrista e compositor Toninho Horta.
A carreira internacional de Popoff inclui turnês com o guitarrista sul-coreano Jack Lee, o pianista francês Manuel Rocheman, jazzistas como Marck Egan e Wayne Shorter e o violinista austríaco Rudi Berger.

## Carreira acadêmica
Popoff começou seus estudos no Conservatório Lorenzo Fernandes, em Montes Claros. Mais tarde, realizou sua formação acadêmica na Universidade Federal de Minas Gerais, sob o contrabaixista Wilson Aguiar.
Entre 1986 e 1998, Yuri Popoff foi professor de baixo e de arranjo da Universidade Estácio de Sá. Entre 1993 e 1997, lecionou no Centro Ian Guest de Aperfeiçoamento Musical. No Conservatório Brasileiro de Música, no Rio de Janeiro, Yuri Popoff foi professor e coordenador do curso de música popular brasileira, junto com Cecília Conde e Roberto Gnatali.
Em 2011, Popoff lançou em parceria com a professora Cecília Cavalieri o livro "Festa mestiça: o congado na sala de aula", pela Editora UFMG. No livro são apresentadas as tradições do congado no Brasil, particularmente as festas de agosto de Montes Claros.

## Reconhecimento e homenagens
Em 1992, Yuri Popoff recebeu o Prêmio Sharp como Melhor Revelação Masculina. Desde então, é considerado "um nome de destaque" ou ainda "um dos grandes nomes" da música instrumental brasileira, sendo "um dos baixistas mais referenciados da MPB".

## Vida pessoal
A família de Yuri Popoff se mudou para Montes Claros quando este ainda era criança. Desde 2015, vive em São Paulo. Yuri tem duas filhas, uma das quais a pianista e compositora Diana HP, que vivem em Paris, e dois netos.

## Discografia
- "Catopé" (Leblon Records, 1992)
- "Era só começo..." (1999)
- "Cuenda" (2000)
- "Lua no céu congadeiro" (2005)
- "One" (com Helton Silva e Márcio Bahia, 2013)
- "Batom passado" (com Beth Dau, 2017)
- "De Paris a Minas" (2019)[8]